# Jordi Roigé i Solé
Jordi Roigé i Solé (Barcelona, 1964) és un periodista, productor, editor i professor universitari català. En l'àmbit audiovisual ha produït, dirigit i escrit per cinema, televisió i publicitat, és director de la productora i editorial Utopia Global i ANIMASET, membre de la junta del Clúster de l'Audiovisual de Catalunya, soci del PAC (Productors Audiovisuals de Catalunya), PROA i acadèmic de l'Acadèmia del Cinema Català.
Es llicencià en Ciències de la Informació per la Universitat Autònoma de Barcelona. Com a periodista, fundà el 1999 Catalunya Cultura (actualment ICAT FM), emissora cultural de Catalunya Ràdio, on va produir nombrosos espais dramàtics infantils, clàssics, adaptacions literàries i de nova creació, i va realitzar els programes Autoretrat i Músics de Carrer. A Catalunya Ràdio ha estat redactor, corresponsal a Brussel·les, enviat especial a zones de conflicte armat (Kurdistan i l'Iraq) i al tribunal de la Haia durant les Guerres Balcàniques, i cap dels Serveis Informatius i Catalunya Informació. Ha dirigit Comunicació 21 i Cultura 21, portals d'internet dedicats als sectors de la cultura i la comunicació, i participa habitualment en tertúlies radiofòniques. En l'àmbit editorial va publicar DeCine, revista mensual dedicada a l'audiovisual català, i des del 2004, Revista Castells, publicació bimestral sobre l'actualitat castellera, organitzadora de la Nit de Castells. Des d'aquesta revista ha impulsat la candidatura dels Castells com a Patrimoni Immaterial de la Humanitat de la UNESCO, aprovada el novembre de 2010. En aquell mateix any, va ser el responsable de comunicació de la visita del Papa a Barcelona. També ha treballat de professor de cinema a la Facultat de Comunicació Blanquerna (Universitat Ramon Llull).
Ha estat patró i vicepresident de la Fundació Cavall Fort, que edita aquesta veterana publicació infantil amb proa de 50 anys d'història. També ha estat Director General de Política Lingüística de la Generalitat i cap de l'àrea de cultura i esports de l'Ajuntament de Cerdanyola del Vallès, ha comissionat l'exposició Pere Tarrés (Caixa Manresa, 2007) i ha realitzat el pla funcional per al nou teatre auditori de Cerdanyola del Vallès.

## Filmografia
- Músics de carrer (2005): director i guionista.
- Rock&Cat (2006): guionista i director i productor.
- Pere Tarrés (1905-1950) (2007): director i productor.
- De espaldas al mar (2008): coproductor.
- Gospel Viu a l'Auditori de Girona (2008): productor.
- El rei del món (2009): director.
- De espaldas al mar (2009): productor executiu.
- Floquet de Neu (2010): coproductor.
- Món Cavall Fort (2012): director i productor.
- Amor col·lateral (2013): director i productor.
- Ramon Casas, la modernitat anhelada (2016): director i guionista.
- Un convent al descobert (2018): director i guionista.
- Sagrada Família, la Bíblia en Pedra (2019): director i guionista.
- Església Confi(n)ada (2020): productor i realitzador.
- El metralla (2021): director i guionista.
- El Camí Ignasià (2022): director i guionista.
- Elsinor Park, (en preparació): director i guionista.

## Llibres
- Déu a Barcelona (2019)
- Rock & Cat (2006)
- El somni d'en Floquet de Neu (2005)

## Teatre
- Cançó per a una guerra, estrenada al Teatre del Raval de Barcelona el 2005. Autor
- El silenci del mar, estrenada al Teatre de l'Alegria de Terrassa i a la Sala Muntaner de Barcelona al 2008. Realització de vídeo
- Pensament secrets, estrenada a la Sala Muntaner, Barcelona el 2014. Productor

## Premis
- 2000 - Premi Serra i Moret al millor curt per Maricel-reprise
- 2007 - Premi al millor documental al Festival de Cinema Espiritual
- 2019 - Premi al millor migmetratge del Festival Arte Non Stop de Buenos Aires[6]